# Antoine-Auguste Rodes
Antoine-Auguste Rodes, francoski general, * 1870, † 1951.